# Караваево (Холм-Жирковский район)
Карава́ево — деревня в Холм-Жирковском районе Смоленской области России. Входит в состав Печатниковского сельского поселения. Население — 11 жителей (2007 год). 
Расположена в северной части области в 12 км к северо-западу от Холм-Жирковского, в 53 км севернее автодороги М1 «Беларусь». В 10 км западнее деревни расположена железнодорожная станция Никитинка на линии Дурово — Владимирский Тупик. 

## История
В годы Великой Отечественной войны деревня была оккупирована гитлеровскими войсками в октябре 1941 года, освобождена в марте 1943 года.